# Valkyrie (Glass Hammer)
Valkyrie is een studioalbum van Glass Hammer. De Amerikaanse band kwam sinds lange tijd weer met een conceptalbum. Thema is posttraumatische stressstoornis van terugkomende militairen van het slagveld en de wereld om hun heen, die geconfronteerd worden met iemand, die veranderd is sinds zijn vertrek ("dedicated to those who batlle the effects of trauma, and to those who love and support them"). Het album werd opgenomen in de eigen geluidsstudio Sound Resources in Chattanooga (Tennessee). In eerste instantie zou Jon Davison weer zingen, maar die had een verbod gekregen van Yes om zich verder te bemoeien met Glass Hammer. Een andere hindernis die genomen moest worden is dat de vaste zangeres van de band Susie Bogdanowizc, die de rol van de vrouw van de soldaat zingt, verhuisd was, waarbij een afstand van 600 km overbrugd moest worden. Het euvel kon verholpen worden door de opgenomen instrumentale delen elektronisch naar haar toe te zenden, waardoor ze alvast kon repetreren, zodat bij aankomst in de studio zij de partij direct kon inzingen. 

## Musici
- Susie Bogdanowicz – zang
- Fred Schendel – toetsinstrumenten, zang
- Steve Babb – basgitaar, baspedalen, toetsinstrumenten, zang
- Kamran Alan Shikoh – gitaar
- Aaron Raulston – drumstel

## Muziek
De tekst is van Steve Babb; muziek van Schendel en Babb

| Nr. | Titel             | Duur  |
| --- | ----------------- | ----- |
| 1.  | The fields we now | 7:37  |
| 2.  | Golden days       | 6;20  |
| 3.  | No man’s land     | 14:20 |
| 4.  | Nexus girl        | 2:48  |
| 5.  | Valkyrie          | 5:54  |
| 6.  | Fog of war        | 8:23  |
| 7.  | Dead and gone     | 9:56  |
| 8.  | Eucatastrophe     | 3:31  |
| 9.  | Rapturo           | 6:12  |

Valkyrie is een engel die militairen van het slagveld haalt, maar niet in staat is de dan ontstane problemen op te lossen of te behandelen. No man’s land lijkt qua tekst en foto te wijzen op het niemandsland tijdens de Eerste Wereldoorlog.